# 最終痴漢電車2
『最終痴漢電車2』（さいしゅうちかんでんしゃ2）は、2003年12月19日にアトリエかぐや TEAM HEARTBEATから発売された18禁痴漢陵辱AVGである。

## ストーリー
主人公新堂巧はある夜、偶然にも深夜の電車で組織「最終痴漢電車」のイベントに遭遇し、一人の少女に群がる痴漢達と、輪姦行為にむしろ歓喜する少女の宴に魅入られてしまう。巧はもう一度宴に参加したく探し回った末にその時会った老人・松尾と再び出会い、組織に入るには生贄の少女「ゲスト」が必要だと言われる。かくしてゲストを見つけるべく巧は痴漢の道に足を踏み入れた。
「最終痴漢電車」の続編で、前作に続き松尾平蔵が登場している。

## 特別痴漢車両「最終痴漢電車」
前作「最終痴漢電車」にて、ローカル線の車掌で「伝説の痴漢」と言われた天野哲雄が路線の廃止を回避すべく発案した特別路線。深夜誰も利用しない路線を使い、高額の乗車券で痴漢達が乗車、天野が調達してきた女性「ゲスト」を好きなだけ陵辱するという内容で、結果として高収入で路線は存続された。しかしスポンサーの一人で、とある「組織」の一員である諸田が己の私欲の為にやがて暴走したが、「組織」が危険視し、幹部である松尾の手により車両を脱線させて最終痴漢電車を壊滅させ、諸田は掟により処刑、天野には今後最終痴漢電車の運営には干渉しないことを条件に見逃し、以後、最終痴漢電車は譲渡という形で組織が運営することになった。
運営責任者は松尾であり、組織が運営している私鉄路線を利用し、運行ダイヤルに乗っていない裏最終便「特別痴漢路線」にて運営している。裏世界の情報で運行時間表を知ることができ、入会するには調教して本人の同意の上で宴に参加させる生贄の女性「ゲスト」を一人連れてくることが条件、連れて来られない場合は参加費に高額の乗車券を支払わされる。時には組織の幹部が宴を鑑賞・陵辱するために豪華に作らせた「VIP用鑑賞部屋」が設置されることがある。

## 登場人物

### 主要人物
新堂 巧（しんどう たくみ）
本作の主人公。聖アンスリウム女学院の図書館で非常勤司書。ルックスも良いことから生徒達にも人気がある。天才的な痴漢であり、今までは自分のテクニックに満足していたが、「最終痴漢電車」での宴を目の当たりにし、今までの痴漢行為をよりも興奮して今までの痴漢では満足できなくなってしまっている。新たな興奮を求めて｢最終痴漢電車｣に参加すべくゲストの女を探すことになった。
鳴瀬 由奈（なるせ ゆな）
声：木葉楓
聖アンスリウム女学院生で新体操部のエース。その愛らしい容姿と素直な性格からみんなに好かれ、また新体操の世界でも期待の選手として有名。巧とは過去のとある出来事がきっかけで想いを寄せているが、巧は大したことではないので忘れている。
秋月 美玲（あきづき みれい）
声：島香麗子
聖アンスリウム女学院生。大物政治家を父に持ち、それゆえに性格はわがままでプライドが高い。父親を潔癖な人だと尊敬し、周りが父に媚び諂う姿を見て育っているため、周りを見下している。最近は｢ゆり・あき・さなえ｣の三人の取り巻き達と「痴漢退治」と称して痴漢に恥辱を与えるために電車に乗っている。
片瀬 麻穂（かたせ まほ）
声：みる
聖アンスリウム女学院生で片瀬姉妹の双子の姉。寡黙な性格で水泳部所属。水穂を溺愛しており、いつも行動を共にする。
片瀬 水穂（かたせ みずほ）
声：長崎みなみ
聖アンスリウム女学院生で片瀬姉妹の双子の妹。麻穂とは対照的に活発な性格でチアリーディング部所属。麻穂を溺愛しており、いつも行動を共にする。
上條 真夜（かみじょう まや）
声：白井綾乃
大手予備校「オダマギ予備校」の女性講師。担当科目は英語。整った顔立ちとグラマラスなプロポーションは、外を出歩く時も周りの男達の注目を集めるほど。普段からスーツを着ており、一見やり手のキャリアウーマンに見えるが、異性に触れられることには慣れておらず少女らしい一面も持つ。
柳 綾香（やなぎ あやか）
声：長崎みなみ
外資系のエリートサラリーマンを夫に持つ主婦。成熟したプロポーションの持ち主。退屈しのぎにスーパーのレジのパートに勤めている。多忙な毎日を過ごす夫との夜の営みが乏しいため欲求不満気味ではあるものの、身持ちが固く、夫以外と性行為を及んだことがない。
巧に痴漢されて、本番行為をしない代わりに彼の言うことを聞いていたが、約束を破った巧に挿入されてしまい、その行為を撮影した動画によって脅迫されてしまう。
瀬名 柚姫（せな ゆずき）
声：夕芽
巧達が利用する鉄道会社の女性職員。痴漢撲滅のために監査役をしている。空手の有段者で痴漢を空手で叩きのめして捕らえるため、駅を利用する女性からの人気は高いが、その反面男性を軽視する性格で同僚の男性職員からは煙たがられている。
園山 恭子（そのやま きょうこ）
声：飯田空
聖アンスリウム女学院の図書館の司書。巧の上司。知的な容姿と落ち着いた物腰の性格で巧も彼女には敬意を払っている。田村ですら私生活が分からないと謎の多い女性。｢組織｣のエージェントであり、巧を最終痴漢電車の狩人として推薦した張本人。巧の行動を見張る任務についていたが次第に彼に惹かれていき、｢組織｣の掟に背くと知りつつも彼のターゲットとなることを決意している。

### その他の人物
田村 貞治（たむら さだじ）
聖アンスリウム女学院の図書館で事務員。巧の悪友であり、盗撮と聖アンスリウム女学院の全女性をはじめとする気に入った女性のデータを集めることに生きがいを感じている。巧も痴漢を行う対象のプロフィールなどの情報を得る際に彼に協力を依頼することがある。
松尾 平蔵（まつお へいぞう）
普段は駅の清掃員をしている隻眼の老人。｢組織｣の幹部で「最終痴漢電車」の管理者。最終痴漢電車を探している巧に才能を見出し、組織の入会方法を教えた。前作「最終痴漢電車」で私欲に走り暴走した諸田を「処刑」するなど組織の掟には厳格だが、巧の相談に乗るなど寛大な一面もある。
久坂 花梨（ひささか かりん）
プロローグで登場する最終痴漢電車のゲスト。聖アンスリウム女学院に通う生徒。最終痴漢電車による宴でハードな輪姦行為を次第に喜んで受け入れていた。巧が最終痴漢電車に初めて乗った際のゲストで巧にも奉仕をしている。
毘沙門堂 レオナ（びしゃもんどう　- ）
聖アンスリウム女学院の女性理事長。容姿は極上だが性格は傲慢で最悪、周りの人間もそんなレオナを心底嫌っている。恭子のことはその演技がかった態度に多少気に喰わない模様。「組織」の幹部であり、松尾より地位が高い。

### 痴漢仲間
物語が進むにつれ痴漢仲間が現れ、ステータス画面で確認できるようになる。
天野 哲雄（あまの　てつお）
前作の主人公。最終痴漢電車を発案した「伝説の痴漢」。それまで最終痴漢電車のことを忘れて故郷で暮らしていたが、瀬名柚姫に検挙された同胞の無念を晴らすべく再び痴漢の世界へと舞い戻り、柚姫を狙っているらしい。
土屋 泰治（つちや　たいじ）
天野の痴漢仲間。若い娘だけを狙う変態痴漢。片瀬姉妹を狙っている。
鷲生 輝政（わしゅう　てるまさ）
「1000の技を持つ痴漢」と言われ、多彩なテクニックで数々の女性を落としている。だが眼鏡ッ娘だけは嫌いであり手を付けたことがない。鳴瀬由奈をマークしている。
曾良 以蔵（そら　いぞう）
重度の寝取りマニアで、数々の人妻を寝取ったり妊娠させたりして家庭を崩壊させている。柳綾香に興味を抱いている。
菅原 勇作（すがわら　ゆうさく）
一族全員が痴漢で悪名が高い「菅原一族」の一員。数々の女性を使い実験することから「最終痴漢博士」の異名を持つ。園山恭子を次の実験材料候補にしている。
正秀 権蔵（まさひで　ごんぞう）
齢八十を越える老人にして「生涯現役」を地でいく百戦錬磨の痴漢戦士。上條真夜に亡き妻の面影を求めている。
二ノ宮 秀平（にのみや　しゅうへい）
若手の痴漢ルーキー。学生の身でありながら生来のスケベ根性から痴漢の道に入っている。自身に恥辱を与えた秋月美玲に復讐を誓っている。

## スタッフ
- 原画：M&M
- シナリオ：神無月ニトロ・さんきち・もみあげルパン他

## 関連作品
- 最終痴漢電車（2001年10月26日発売）
- 最終痴漢電車3（2010年12月17日発売）